# Kukulla (powieść)
Kukulla (pol. Lalka fr. La Poupee) – powieść albańskiego pisarza Ismaila Kadare. Napisana w oryginale po francusku i wydana w roku 2015 pt. La Poupee, a następnie w wersji albańskojęzycznej. 

## Fabuła
Powieść stanowiła w wersji pierwotnej jedną z części większego dzieła pt. Matinées au Café Rostand (Poranki w Cafe Rostand), a następnie została wydana jako osobna pozycja przez paryskie Wydawnictwo Fayard. Kukulla stanowi przykład opowieści autobiograficznej pisarza, który przedstawia w niej relacje ze swoją matką (tytułową lalką), powracając do czasów dzieciństwa w rodzinnej Gjirokastrze, a następnie w Tiranie, aż do czasu studiów w Instytucie Gorkiego w Moskwie. Książkę wzbogacają sceny obyczajowe z Albanii, zmieniającej się w okresie dyktatury komunistycznej.
Do roku 2020 książka została przetłumaczona na jedenaście języków.

## Wybrane tłumaczenia powieści
- 2016: La muñeca (hiszp. tłum. María Roces González), wyd. Madryt
- 2017: La bambola (włos. tłum. Liljana Cuka Maksuti), wyd. Mediolan
- 2017: Păpușa (rum. tłum. Marius Dobrescu), wyd. Bukareszt
- 2017: Lutka: Portret majke (chorw. tłum. Shkëlzen Maliqi, wyd. Zagrzeb
- 2018: 인형 : 이스마일 카다레 장편소설 (kor. tłum. Suyeon Gwon, wyd. Paju
- 2018: Dukken:Portrett av en mor (norw. tłum. Jardar Nuland Østbø), wyd. Oslo
- 2019: Geboren aus Stein (niem. tłum. Joachim Röhm), wyd. Frankfurt nad Menem
- 2019: 娃娃 (chińs. tłum. Wenqin Zhang; Xuezhi Song), wyd. Pekin
- 2019: Куклата. Портрет на мајака ми (maced. tłum. Adila Muça), wyd. Skopje
- 2020: The Doll: A Portrait of My Mother (ang. tłum. John Hodgson), wyd. Londyn